# La Société industrielle et la guerre suivi d'un Tableau de la diplomatie mondiale en 1958
La Société industrielle et la guerre suivi d'un Tableau de la diplomatie mondiale en 1958 est un livre qui compile deux essais du sociologue français Raymond Aron paru en 1959.

## La Société industrielle et la guerre
La société industrielle et la guerre  se base sur une conférence donnée par Raymond Aron en 1957 à la London School of Economics. Aron reprend et critique la pensée d'Auguste Comte sur la société industrielle : « [il] y constate l’échec de la prévision de Comte que les guerres auraient disparu en conséquence de la régression de la société aristocratique féodale et de l’avènement d’une classe gouvernante composée de techniciens et producteurs. ». L'essai est publié conjointement avec le Tableau de la diplomatie mondiale en 1958.
Vingt ans plus tard, Aron donne une nouvelle conférence sur le sujet, le 15 novembre 1978 au même endroit. Cette conférence est éditée en 1992 sous le titre « La société industrielle et la guerre. Réexamen » dans la revue Commentaire,.

## Tableau de la diplomatie mondiale en 1958
Le Tableau de la diplomatie mondiale en 1958 est la seconde partie de ce livre. Rédigé pour la Propÿläen Weltgechichte, cet essai, est, selon le politologue Alfred Grosser, qui en souligne la pertinence, une synthèse des articles de Raymond Aron sur la situation internationale.

## Publication et traductions
Le livre qui contient ces deux essais paraît aux éditions Plon en 1959 et est ensuite traduit en anglais et en espagnol.